# Højby (Odense)
Højby is oorspronkelijk een zelfstandig dorp in de Deense regio Zuid-Denemarken, gemeente Odense. De plaats telt 4967 inwoners (2020). Sinds 2010 wordt Højby beschouwd als wijk van de stad Odense. Het oorspronkelijke dorp ligt aan de spoorlijn Odense - Svendborg. Het stationsgebouw is verdwenen en vervangen door een halte.